# Хінняла
Хінняла (ест. Hinniala) — село в Естонії, входить до складу волості Вастселійна, повіту Вирумаа.